# Macropelopia bellipes
Macropelopia bellipes är en tvåvingeart som beskrevs av Jean-Jacques Kieffer 1925. Macropelopia bellipes ingår i släktet Macropelopia och familjen fjädermyggor. Inga underarter finns listade i Catalogue of Life.